# Ковыльная болезнь
Ковыльная болезнь — механическое повреждения тканей и органов животных остями плода (зерновки) различных видов ковыля.

## Причины заболевания
Болезнь возникает при кормлении животных ковыльным сеном или при пастьбе на ковыльных массивах. Отдельные части различных видов ковылей обладают неодинаковым травмирующим действием. У лошадей и крупного рогатого скота глубокие поражения тканей наносятся листьями всех видов ковылей и реже их зерновками. У овец глубокие поражения вызывают главным образом зерновки с остями ковыля волосатика (тырсы) .

## Клинические признаки
Травмированная ткань отёчна, нередко в местах внедрения остей возникают гнойные очажки, которые постепенно сливаются, образуя абсцессы. Температура тела вначале нормальная, затем повышается на 1—1,5 °С. Постоянное беспокойство и боли постепенно истощают животных.
При поражении ротовой полости остями ковыля наиболее характерными клиническими признаками являются анорексия, слюнотечение, кашель, неприятный запах из ротовой полости. При осмотре обнаруживаются ости, ограниченные очаги воспаления.

## Лечение ковыльной болезни
Лечение симптоматическое. Тщательно осматривают ротовую полость и удаляют ости ковыля из слизистой оболочки. Свищевые ходы промывают 3%-ной перекисью водорода. Гнойно-некротические очаги и абсцессы вскрывают, применяют местную и общую противосептическую терапию (антибиотики, сульфаниламиды). 

## Профилактика ковыльной болезни
В целях профилактики использование под выпас участков лугов с ковылём до начала его цветения; заготовка сена не позже начала колошения ковыля; увлажнение перед скармливанием сена, содержащего ковыль, или его запаривание и смешивание с другим сеном.
При обращениях в ветеринарную клинику с признаками пиодермии у собак в период созревания зерновок ковыля (летний период), необходимо тщательное исследование пустул, папул, абсцессов и наружного слухового прохода на наличие в них остей ковыля. При этом необходимо учесть возможный тропизм ости в глубоколежащие ткани. При сборе анамнеза следует обратить внимание на особенности местности, где выгуливается собака.